# Polygrammodes arpialis
Polygrammodes arpialis là một loài bướm đêm trong họ Crambidae.